# Imzadi
Imzadi je název knihy, která patří k literatuře žánru science-fiction z fiktivního světa Star Trek. Svými postavami i dějem náleží volně k televiznímu seriálu Star Trek: Nová generace. Originál knihy, z něhož byl pořízen český překlad, má anglický název Imzadi a pochází z roku 1992. Napsal ji americký autor Peter David.

## Obsah
Obecně ve všech příbězích ST NG je kosmická loď Enterprise cestující vesmírem v 24. století. Na její palubě žije tisíc lidí. Kapitánem lodi je Jean-Luc Picard, pomáhají mu na velitelském můstku první důstojník William Riker, android Dat, lodní poradkyně Deanna Troi, slepý poručík šéfinženýr Geordi La Forge, šéf bezpečnosti Worf z rasy Klingonů.
V tomto příběhu jsou použity přesuny v čase, které čtenáři umožní sledovat na přeskáčku vývoj milostného vztahu mezi Williamem Rikerem a Deanny Troi z Betazedu. Riker, již bělovlasý admirál příběh vypráví kapitánu Wesleymu Crusherovi po pohřbu matky dávno již zesnulé Deanny. Vzpomíná na její nikdy neobjasněnou smrt v náručí cizího muže i svůj podíl na zpřetrhání svazku.
Jako nadporučík byl přidělen na planetu Betazed s národem telepatických Betazoidů. Zde se seznamuje s kulturou národa a poznává i Deannu, kterou si zamiluje. Musí překonávat tvrdý odpor její matky Lwaxany, která chce pro dceru jiný osud bez hvězd. Pak se vylodí na planetě sinderinská skupina zlodějů, kteří ve snaze získat historické artefakty z muzea neváhají proti bezbranné planetě použít hrubého násilí, zbraně. Riker s malou skupinou obránců ze Země se s nimi střetnou, pobijí je, ovšem velitel nájezdníků Maror unese Deannu a prchá s ní džunglí. Po několika dnech je Riker dostihne, Maror při zápasu zapadne do bažiny a zemře. Na zpáteční cestě se Riker s Deannou pomilují, stanou se z nich Imzadi, tedy milenci spojení i duševně. Doma se Deanna s matkou pohádá, Riker je vyhozen od domu, opije se a skončí s milenkou v posteli. Deanna jej zde objeví a vrací se pokořená k matce.
Po 10 letech se objeví v roli poradkyně na lodi s Rikerem a děj se zkomlikuje.
Díky časovým přesunům zásluhou Strážce Věčnosti se dozvídáme osudy postav po 40 letech. Z poručíka Data se stal komodor, z nadporučíka Rikera admirál, z mladého Crushera kapitán lodě. Poté, co vyprávěl Crusherovi příběh starý 40 let, ukončený smrtí Deanny, si uvědomil možnou příčinu. Vyzvedne rakev s Deannou, zjistí příčinu smrti (jed od Sinderiňanů) a rozhodne se vrátit časem.
Ke konci zamotaného příběhu se setkává Riker admirál s nadporučíkem Rikerem na palubě Enterprise, stejně tak i vylepšený Dat s Datem původním ve vzájemném souboji, Deanna je zachráněna před zrádnými úklady Sinderiňanů a admirál Riker se s druhým Datem vrací přes Strážce do alternativní existence.
Mladší Riker s Deannou obnoví vzájemný vztah, stanou se opět Imzadi.

## České vydání knihy
Do češtiny knihu přeložil Stanislav Kadlec a vydalo ji roku 1994 nakladatelství X-EGEM z Prahy . Zapadá svou velikostí i grafickým pojetím obálky do celé řady Star Trek Nová generace. Kniha vyšla jako brožovaná s barevnou obálkou, na titulní straně mimo titulek a doplněná portréty Deanny a Rikera mladého i starého.
V roce 2005 vydalo nakladatelství Laser-books s.r.o z Plzně knihu znovu (tedy 2. české vydání).

## Pokračování
O šest let později napsal stejný autor Peter David knihu Imzadi II: Trojúhelník, která na tento příběh navazuje.